# Xenagia subroseata
Xenagia subroseata là một loài bướm đêm trong họ Geometridae.